# Éditions Jeanne Laffitte
Éditions Jeanne Laffitte ist ein französischer Verlag aus der südfranzösischen Stadt Marseille. Neben regionalen Büchern verlegt er vor allem Gastronomie- und Önologiebücher.
Der Verlag wurde von der Jeanne Laffitte 1978 gegründet. Bei den Laffittes handelte es sich um eine Familie von Buchhändlern, ursprünglich aus dem Baskenland, die im 19. Jahrhundert ihre Buchhandlung in Marseille eröffnete. Das erste herausgegebene Werk war ein Buch über Clovis Hugues, geschrieben von Jean-Claude Izzo.